# Louis Hayward
Louis Hayward (Johannesburgo, Sudáfrica, 19 de marzo de 1909–Palm Springs, California, Estados Unidos, 21 de febrero de 1985) fue un actor cinematográfico británico.

## Biografía
Su verdadero nombre era Seafield Grant, y nació en Johannesburgo, Sudáfrica.
Su trabajo en la gran pantalla comenzó en el cine británico. Su papel más famoso es, posiblemente, el del personaje creado por Leslie Charteris, Simon Templar (EL Santo) en El Santo en Nueva York. En 1939 interpretó un papel doble en el film The Man in the Iron Mask.
Durante la Segunda Guerra Mundial Hayward se alistó en el Cuerpo de Marines de los Estados Unidos y mandó una unidad fotográfica que filmó la batalla de Tarawa, realizando un documental titulado With the Marines at Tarawa. Hayward fue recompensado con una Estrella de Bronce
Otro de sus papeles destacados fue el de Philip Lombard en la versión de 1945 de And Then There Were None, film basado en la novela de Agatha Christie. En 1954 Hayward protagonizó la serie televisiva The Lone Wolf. Del resto de su trabajo televisivo destaca el papel de juez en un episodio de la serie Alfred Hitchcock Hour titulado "Day of Reckoning", estrenado en 1962.
Louis Hayward se casó en tres ocasiones. Sus esposas fueron:
- Ida Lupino, actriz y directora cinematográfica. Casados el 16 de noviembre de 1938 y divorciados el 11 de mayo de 1945.
- Peggy Morrow Field, Casados en 1946, divorciados en 1950.
- June Hanson. Casados en 1953. El matrimonio duró hasta el fallecimiento de él. Tuvieron un hijo, Dana.

Hayward falleció en Palm Springs (California) a causa de un cáncer de pulmón a los 75 años de edad. Fue incinerado, y sus cenizas entregadas a la familia.

## Filmografía seleccionada
- Anthony Adverse (El caballero Adverse) (1936)
- The Woman I Love (1937)
- The Saint in New York (1938)
- The Man in the Iron Mask (La máscara de hierro) (1939)
- Dance, Girl, Dance (1940)
- The Son of Monte Cristo (1940)
- My Son, My Son! (1940)
- Ladies in Retirement (El misterio de Fiske Manor) (1941)
- And Then There Were None (1945)
- Repeat Performance (1947)
- Ruthless (1948)
- House by the River (1950)
- Fortunes of Captain Blood (1950)
- Captain Pirate (1952)
- The Saint's Girl Friday (1953)
- The Christmas Kid (1967)